# 無家女孩
《無家女孩》，2019年台灣短片，為公共電視文化事業基金會《學生劇展》的一部作品，由高振鵬、李千那、何心茹領銜主演，公視主頻2019年4月14日上檔。2021年入圍第43屆金穗獎最佳學生劇情片。並入圍2021高雄電影節國際短片競賽台灣組。

## 劇情大綱
剛離開戒毒所的媽媽（李千那飾）帶著她的女兒（何心茹飾），在一家咖啡廳的地下室打算展開新的人生。原先待在兒童之家的女孩，跟著媽媽來到新環境，懵懵懂懂觀看著大人世界的一切。不久後，媽媽鋌而走險進行交易而再次被抓，女孩又被拋下。獨自從咖啡廳出走的女孩，遇見一位拾荒老人（高振鵬飾）。老人於是帶著女孩在城市中尋覓安身之處…

## 演員列表

### 主要演員
- 高振鵬 飾 老爺爺
- 李千那 飾 媽媽
- 何心茹 飾 女孩

### 其他演員
- （依出場順序）李胤哲、許容華、陳璟昇、溫倬葳、陳思涵、蕭正揚、鍾佳宸、朱韻年、吳宗旻、余尚恩、黃鈺倫、陳亭婷、鄭伃倢、諶宗漢、莫惟淳、黃品儒、王明暉、王濂淵、王迦得、李能、李可、陳宇紳、陳若熙、劉用晞、謝智元、謝和甫、大佳河邊爸爸和妹妹

## 播出時間
| 頻道     | 所在地 | 首播日期      | 播放時間    |
| -------- | ------ | ------------- | ----------- |
| 公視主頻 | 臺灣   | 2019年4月14日 | 23:30-24:00 |

## 製作團隊
- 監製：於蓓華
- 督導：林瓊芬、林彥輝
- 製作協調：李美佩
- 製作人：陳儒修
- 顧問：沈可尚
- 製片：黃立承
- 執行製片：張慈珉、劉芸蓁
- 製片助理：陳力瑋、吳宗旻、羅予含、翁瑛梓
- 編劇、導演：戴薇
- 副導：吳禹
- 場記：吳郁芬、丁紫芸
- 攝影：陳松光
- 攝影大助：張子祥
- 攝影二助：洪樹君
- 燈光：陳勇兆
- 燈光助理：黃品儒、吳秉樺、陳群智
- 錄音：廖邦儒
- 錄音助理：陳柏勛、曾靖茹
- 美術：李卓媚
- 執行美術：蔡予安、曾怡凡
- 美術助理：彭琦雯、呂浩綱
- 造型：王芷婷
- 梳化：許馥薇 Fu-Wei Hsu
- 剪接：彭郁樸、戴薇
- 調光：佘家亮、張子祥
- 混音：廖邦儒
- 配樂：鄭昭元
- 吉他錄音：楊友豪
- 劇照側拍：洪嘉瑜、陳可樺
- 字卡設計：戴薇、彭郁樸

## 獎項紀錄
| 年份 | 頒獎典禮     | 獎項               | 結果 |
| ---- | ------------ | ------------------ | ---- |
| 2021 | 第43屆金穗獎 | 最佳學生劇情片     | 待定 |
| 2021 | 高雄電影節   | 國際短片競賽學生組 | 待定 |

## 外部連結
- 【公視學生劇展】無家女孩 預告片. 公視粉絲團於Facebook. 2019-04-13 [2021-04-26]

| 臺灣 公視主頻 星期日 23:30 - 24:00 | 臺灣 公視主頻 星期日 23:30 - 24:00 | 臺灣 公視主頻 星期日 23:30 - 24:00 |
| ---------------------------------- | ---------------------------------- | ---------------------------------- |
|                                    | 無家女孩 （2019年4月14日）         |                                    |
| 兩場葬禮 （2019年4月7日）          | 紙飛機 （2019年4月28日）           |                                    |